# Sandøy
Ne doit pas être confondu avec Sanday (Orcades), Sanday (Hébrides intérieures) ou Sandoy.
Sandøy est une kommune de Norvège. Elle est située dans le comté de Møre og Romsdal.